# АЕС Джентіллі
Атомна електростанція Джентіллі (фр. Centrale nucléaire de Gentilly) — колишня атомна електростанція, розташована на південному березі річки Святого Лаврентія в Беканкурі, Квебек, 100 км на північний схід від Монреаля. На майданчику було два ядерні реактори; Джентіллі-1, 250 Прототип MW CANDU-BWR був зіпсований технічними проблемами та закритий у 1977 році, а Джентіллі-2, реактор CANDU-6 потужністю 675 МВт, комерційно експлуатувався державною комунальною компанією Hydro-Québec між 1983 і 2012 роками. Це були єдині енергетичні ядерні реактори в Квебеку.
Реактори Джентіллі були побудовані поетапно між 1966 і 1983 роками і спочатку були частиною плану 30-35 ядерних реакторів у Квебеку. Третій реактор, Джентіллі-3, планувалося побудувати на тому ж місці, але його скасували через падіння зростання попиту наприкінці 1970-х років.
У жовтні 2012 року було вирішено з економічних міркувань не продовжувати реконструкцію «Джентіллі-2», а замість цього вивести електростанцію з експлуатації. Процес триватиме приблизно 50 років. У грудні того ж року реактор, що залишився, було зупинено та розпочато процес виведення з експлуатації.

## Джентіллі-1
Джентіллі-1 був прототипом реактора CANDU-BWR, заснованого на конструкції SGHWR. Його було спроектовано на чисту потужність 250 МВт(е). Реактор мав кілька особливостей, унікальних серед реакторів CANDU, включаючи вертикально орієнтовані напірні труби (що дозволяло використовувати одну паливну машину під активною зоною) і легководяний теплоносій. Ці функції мали на меті зменшити вартість і складність пристрою, знову ж таки, щоб зробити його привабливим для експорту. Однак конструкція не була вдалою, і за 7 років було зафіксовано лише 180 днів роботи. Gentilly-1 більше не працює.

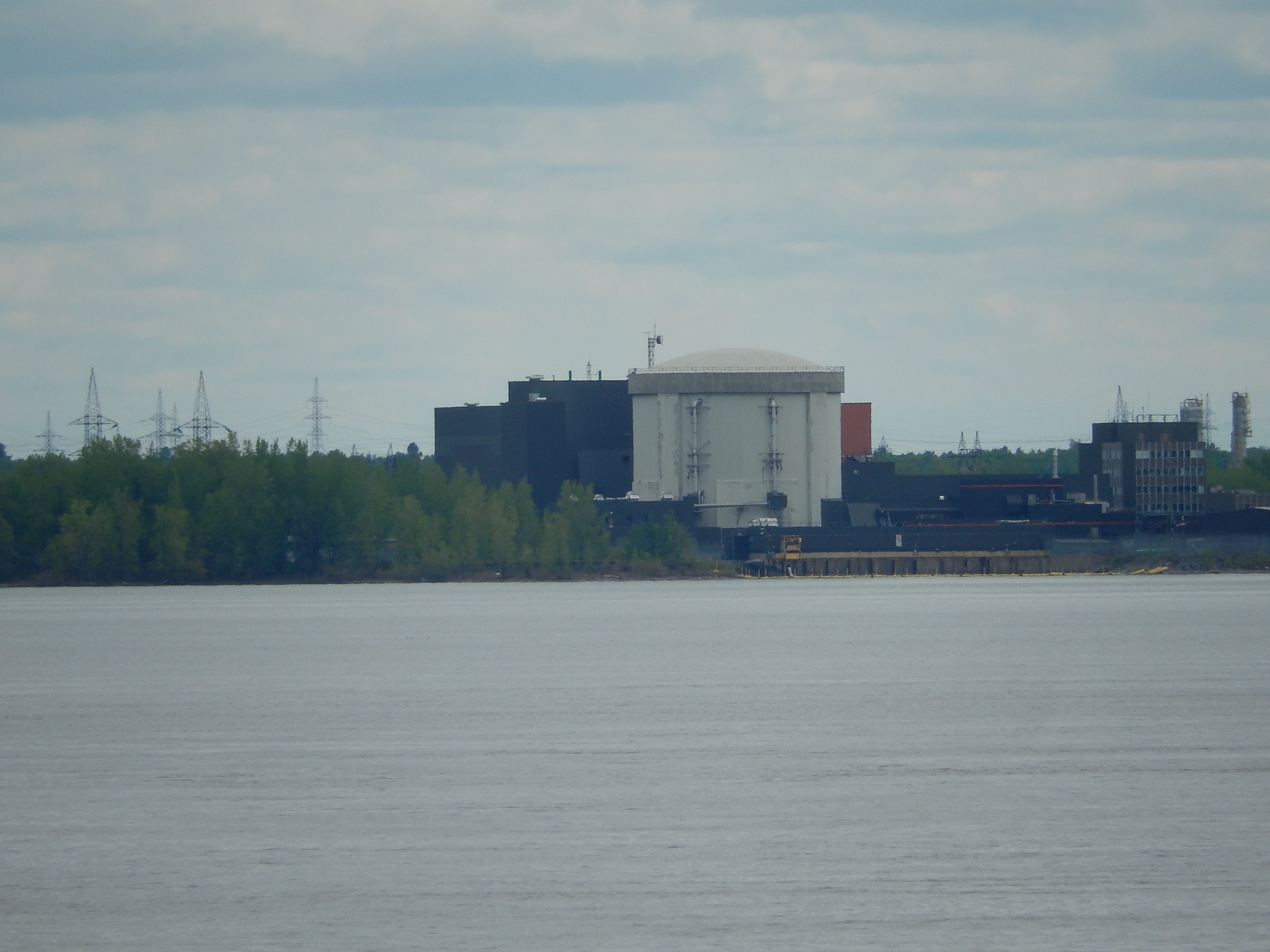
Електростанція «Джентілі-2» у травні 2013 року

## Джентіллі-2
Джентіллі-2 — це стандартний реактор CANDU 6, подібний до АЕС Point Lepreau. Чиста потужність станції становить 675 МВт(е). На відміну від сусіднього реактора Джентіллі-1, Джентіллі-2 мав хороший досвід роботи з моменту запуску в 1982 році, із сукупним коефіцієнтом експлуатації 76,4%.
У оголошенні від 19 серпня 2008 року Квебек планував витратити 1,9 мільярда доларів на капітальний ремонт Джентіллі-2, щоб продовжити термін його служби до 2040 року. Реконструкція реактора була зрештою скасована, коли 3 жовтня 2012 року генеральний директор Hydro-Quebec Тьєррі Вандал оголосив про виведення з експлуатації генераторної станції Джентіллі-2 з економічних причин, яке заплановано на 28 грудня 2012 року о 22:30. У той час процес виведення з експлуатації триватиме протягом 50 років і, як очікується, коштуватиме 1,8 мільярда доларів. Постійне закриття та виведення електростанції з експлуатації відбулося після передвиборної обіцянки прем’єр-міністра Квебеку Полін Маруа.
На ділянці Джентіллі також розташована газова турбіна потужністю 411 МВт. АЕС Беканкур була введена в експлуатацію в 1992-1993 роках.

## Джентіллі-3
Джентіллі-3 був запропонованим ядерним реактором на майданчику Джентіллі. Його скасував прем'єр-міністр Квебеку Рене Левеск. Дослідження «Білої книги», опубліковане Parti Québécois (PQ) до приходу до влади, показало, що Gentilly-3 не потрібна для майбутніх енергетичних потреб Квебеку і що її можна задовольнити за допомогою гідроелектрики. Після обрання уряду PQ було введено мораторій на будівництво АЕС. Реактор планувалося завершити до 1990 року, і це був останній реактор, який Hydro-Québec і провінція Квебек твердо взяли на себе зобов’язання закупити достатньо важкої води для чотирьох реакторів типу Candu, оброблених важкими La Prade. водозавод (поблизу Труа-Рів'єр), запланований на відкриття 1982 року.

## Інформація про енергоблоки
| Енергоблок  | Тип реакторів      | Потужність | Потужність | Початок будівництва | Пуск       | Підключення до мережі | Введення в експлуатацію | Закриття   |
| Енергоблок  | Тип реакторів      | Чистий     | Брутто     | Початок будівництва | Пуск       | Підключення до мережі | Введення в експлуатацію | Закриття   |
| ----------- | ------------------ | ---------- | ---------- | ------------------- | ---------- | --------------------- | ----------------------- | ---------- |
| Джентіллі-1 | HWLWR, HW BLWR 250 | 250 МВт    | 266 МВт    | 01.09.1966          | 12.11.1970 | 05.04.1971            | 01.05.1972              | 01.06.1977 |
| Джентіллі-2 | PHWR, CANDU 6      | 635 МВт    | 675 МВт    | 01.04.1974          | 11.09.1982 | 04.12.1982            | 01.10.1983              | 28.12.2012 |